# Giovanni Battista Maria Pallotta
Giovanni Battista Maria Pallotta (ur. 23 stycznia 1594 w Caldaroli, zm. 22 stycznia 1668 w Rzymie) – włoski kardynał.

## Życiorys
Urodził się 23 stycznia 1594 roku w Caldaroli, jako syn Martina Pallotty i Maddaleny Ferretti. Został referendarzem Trybunału Sygnatury Apostolskiej i nuncjuszem przy cesarzu. 18 września 1628 został wybrany tytularnym arcybiskupem Tesaloniki. W październiku przyjął święcenia kapłańskie, a 10 grudnia – sakrę. 19 listopada 1629 roku został kreowany kardynałem prezbiterem i otrzymał kościół tytularny San Silvestro in Capite. W latach 1631–1634 był legatem w Ferrarze, a w okresie 1647–1648 – kamerlingiem Kolegium Kardynałów. 2 lipca 1663 roku został podniesiony do rangi kardynała biskupa i otrzymał diecezję suburbikarną Albano. Zmarł 22 stycznia 1668 roku w Rzymie.